# Bringing Down the House
Bringing Down the House (br: A Casa Caiu; pt: A Mulher da Casa) é um filme de comédia romântica americano de 2003, dirigido por Adam Shankman e estrelado por Steve Martin e Queen Latifah. O filme foi lançado em 7 de março de 2003 pela Touchstone Pictures e distribuído pela Buena Vista Pictures.

## Sinopse
Peter Sanderson (Steve Martin) é um advogado tributário workaholic, divorciado de sua esposa Kate (Jean Smart) e muitas vezes ocupado demais para ficar com seus filhos, Sarah (Kimberly J. Brown) e Georgie (Angus T. Jones).
Solitário, Peter entra em um chat da internet e inicia uma conversa online com uma suposta advogada chamada Ivy League. Ele fica chocado ao descobrir que a "mulher de seus sonhos" é na verdade Charlene Morton (Queen Latifah), uma ex-presidiária negra, que está em liberdade condicional e precisa de alguém que a ajude a provar sua inocência num caso de assalto à mão armada que ela nega ter cometido.
Inicialmente, Peter se nega a ajuda-lá, mas Charlene o chantageia e afirma que não sairá de sua vida enquanto ele não resolver seu caso. Ela também desperta a louca paixão de Howie (Eugene  Levy), o melhor amigo de Peter.  
Tendo que conviver com Charlene, já que ela não desistirá do que quer, Peter descobre afinidades até então desconhecidas, e ambos aprenderão a enxergar as qualidades um do outro de forma mais nítida, desenvolvendo uma profunda e bela amizade.

## Elenco
- Steve Martin como Peter Sanderson, um advogado tenso que relutantemente ajuda Charlene com seu caso. Eles acabam se unindo, tornando-se amigos íntimos e ela o ajuda a reconstruir sua vida, inclusive ajudando-o a recuperar Kate.
- Queen Latifah como Charlene Morton, uma condenada foragida que foi enquadrada, e procura a ajuda de Peter para provar sua inocência. Ao longo do filme, ela se une a Peter e à família enquanto se passa por babá dos Sandersons. Ela também é o interesse amoroso de Howie.
- Eugene Levy como Howie Rottman, o melhor amigo e colega de Peter. Ele se apaixona loucamente por Charlene ao conhecê-la.
- Kimberly J. Brown como Sarah Sanderson, filha de Peter e filho mais velho.
- Angus T. Jones como Georgie Sanderson, filho caçula de Peter.
- Jean Smart como Kate Sanderson, esposa de Peter. É evidente que eles ainda nutrem sentimentos um pelo outro, pois ela tem ciúmes da nova amizade dele com Charlene, acreditando que eles estejam em um relacionamento.
- Missi Pyle como Ashley, a irmã promíscua, racista, garimpeira e alcoólatra de Kate.
- Joan Plowright como a sra. Virginia Arness, um cliente milionária e arrogante de Peter.
- Steve Harris como Viúvo, o ex-namorado sombrio e criminoso de Charlene.
- Michael Rosenbaum como Todd Gendler, colega arrogante de Peter e aparente substituto.
- Betty White como a sra. Kline, vizinha atenciosa, mas racista, de Peter.
- Jim Haynie como Ed Tobias, o chefe de Peter, Howie e Todd.
- Matt Lutz como Aaron
- Victor Webster como Glen
- Kelly Price como ela mesma

## Recepção
Após seu lançamento, em 2003, o filme recebeu  comentários mistos e negativos dos críticos. No agregador de resenhas Rotten Tomatoes o filme tem uma aprovação de 34% com base de 148 avaliações críticas. De acordo com o site, o consenso crítico do filme diz: "Embora o elenco brilhe, eles não podem salvar esta comédia, que é excessivamente inventada e cheia de piadas raciais desatualizadas e ofensivas". Na opinião do jornalista Pedro Butcher, o roteiro não se preocupa em apresentar uma "convivência racial pacífica em nome do politicamente correto", apresentando os piores preconceitos, com personagens reacionários.

### Bilheteria
Com um orçamento de US $ 35 milhões, o filme se tornou uma surpresa. Ele arrecadou $ 132.600.000 nos Estados Unidos e uma bruta internacional de $ 32 milhões, elevando seu total mundial para $ 164.600.000

## Prêmios e indicações
MTV Movie Awards
Queen Latifah
- Ganhou - Teen Choice Awards 2003 para Melhor Atriz Comédia
- Ganhou - NAACP Image Award de Melhor Atriz em um Filme
- Nomeado - MTV Movie Award de Melhor Performance
- Nomeado - MTV Movie Award de Melhor Luta (compartilhado com Missi Pyle)

Steve Martin
- Nomeado - MTV Movie Award para Melhor Sequência de Dança